# London Senior Masters
De Bendinat London Senior Masters was een golftoernooi van de Europese Senior Tour. Het toernooi werd gespeeld op de London Golf Club in Ash, Kent.
De eerste editie was in september 2005, het toernooi werd daarna verplaatst naar de maand juni.
| Jaar | Winnaar          | Score | Score |
| ---- | ---------------- | ----- | ----- |
| 2005 | Sam Torrance     | 206   | -10   |
| 2006 | Giuseppe Cali po | 201   | -6    |
| 2007 | Sam Torrance     | 201   | -15   |

In 2006 begon Sam Torrance met drie slagen voorsprong aan de laatste ronde maar hij maakte een ronde van 77 en eindigde op de 6de plaats. Het toernooi eindigde met een sudden death play-off waarbij Cali pas op hole 5 zijn tegenstander Delroy Cambridge versloeg.